# Макартис Вилиџ (Њу Мексико)
Макартис Вилиџ (енгл. McCartys Village) насељено је место без административног статуса у америчкој савезној држави Њу Мексико.

## Демографија
По попису из 2010. године број становника је 48.
| Група             | 2000.    | 2010.    |
| Белци             | 0 (0,0%) | 1 (2,1%) |
| Афроамериканци    | 0 (0,0%) | 0 (0,0%) |
| Азијати           | 0 (0,0%) | 0 (0,0%) |
| Хиспаноамериканци | 0 (0,0%) | 1 (2,1%) |
| Укупно            | 0        | 48       |